# Първи артилерийски полк (1880 – 1886)
Вижте пояснителната страница за други значения на Първи артилерийски полк.
Първи артилерийски полк е български артилерийски полк, формиран през 1880 година, взел участие в Сръбско-българската война (1885) и в детронацията на княз Александър I Батемберг, за което е разформирован.

## Формиране
Историята на полка започва на 25 август 1880 година, когато съгласно Височайши указ № 90 в София е формирано Софийско артилерийско отделение с щаб в Самоков. Състои се от две полски батареи.

## Софийско артилерийско отделение
В състава на отделението влизат 1-ва на Негово Височество батарея, една конна батарея (Радомир) и една планинска батарея (Дупница). Първа батарея излиза от състава на Артилерийския полк, формиран на 19 юни същата година и е въоръжена с 4-фунтови медни оръдия. Конната батарея е всъщност батарея, неуспяла да замине за Русия и квартирува в Радомир. Планинската батарея (още наречена „горска“) е въоръжена с 3-фунтови оръдия (по-късно заменени с 4-фунтово) и квартирува в Дупница. По този начин отделението изцяло става полско, а бившата конна батарея, заедно с 1-ва батарея и щаба на отделението се преместват в Самоков. По-късно в състава на отделението влиза и една 9-фунтова батарея. Така към 1880 година софийското артилерийско отделение е съставено от 3 4-фунтови батареи с щаб в Самоков и една 9-фунтова разквартирована в Дупница. 

## Първи артилерийски полк
През 1883 година в българската артилерия се извършват важни организационни преобразувания с цел да се доведе артилерията в съразмерност с другите родове оръжие. От Софийското артилерийско отделение и Артилерийския полк, както и от една новосформирана батарея се образуват два артилерийски полка – 1-ви и 2-ри.
Съгласно заповед №250 от 25 юли 1883 година се формира Първи артилерийски полк с щаб в София, който се състои от 1-ва, 2-ра и 3-та батарея от бившето Софийското артилерийско отделение, като първите две се превъоръжават със 7,5-см далекобойни оръдия. Трите батареи образуват т.нар. първо отделение на полка. Второ отделение се състои от 5-а и 6-а батарея от бившия Артилерийски полк, към които е добавена и новосформираната 8,7-см далекобойна батарея. Батареите от това отделение получават поредността съответно 4-та, 5-а и 6-а и се превъоръжават с 9-фунтови стални оръдия. Щабът на полка е в София. 
В края на 1883 година всички 4-фунтови медни оръдия са извадени от употреба и заменени с 8,7-см и 7,5-см далекобойни оръдия на Круп.
През май 1884 година в София се създава учебен артилерийски полигон, за чийто началник е назначен командира на 1-ви артилерийски полк майор Стоянов, като за практическите занимания за постоянно ползване е оставена една осеморъдейна батарея от полка.

## Сръбско-българска война (1885)
При обявяването на Съединението на Източна Румелия с Княжество България руският император изтегля всички руски офицери на служба в България. Така на 20 септември 1885 година, с височайши указ №53, руският офицер подполковник Стоянов е отчислен и на негово място, за командир на 1-ви артилерийски полк е назначен капитан Стефан Александров.
При обявяването на мобилизацията за Сръбско-българската война (1885), към 1-ви артилерийски полк се формират две планински батареи – трифунтова и витвортова. Към 3 декември 1885 година полкът се състои от 7 батареи, а в него служат 18 офицери и 1343 подофицери и войници. Във войната жертвите от полка са 7 убити, 30 ранени и 6 безследно изчезнали.

### Командване по време на войната
- Командир на полка: капитан Стефан Александров
  - Командир на 1-ва батарея: капитан Андрей Гиргинов
  - Командир на 2-ра батарея: капитан Владимир Иванов
  - Командир на 3-та батарея: капитан Васил Данаджиев
  - Командир на 4-та батарея: капитан Стефан Златарски
  - Командир на 5-а батарея: капитан Петър Тантилов
  - Командир на 6-а батарея: капитан Георги Стоянов
  - Командир на 1-ва планинска батарея: капитан Георги Силяновски
  - Командир на 2-ра планинска батарея: поручик Никола Бакърджиев

## Разформиране
Поради участието си в детронацията на княз Александър I Батемберг с указ № 181 от 22 август 1886 година полкът е разформиран. Със заповед №270 от 10 септември 1886 година от всички долни чинове (фелдфебели, унтерофицери и редници) от полка, които по различни причини не са участвали в детронацията се формира 4-ти артилерийски полк, тези които са участвали и подлежат на уволнение в запас, се разпределят между 1-ви и 3-ти конен полк, а останалите се привеждат в 4-ти артилерийски полк. През 1889 година с кадри от 4-ти артилерийски полк е формиран нов полк с името Първи артилерийски полк.

## Наименования
През годините полкът носи различни имена според претърпените реорганизации:
- Софийско артилерийско отделение (25 август 1880 – 25 юли 1883)
- Първи артилерийски полк (25 юли 1883 – 22 август 1886)

## Командири
Званията са към датата на заемане на длъжността.
| №  | звание  | име                  | дати                            |
| -- | ------- | -------------------- | ------------------------------- |
| 1. | Майор   | Константин Дикенлейн |                                 |
| 2. | Майор   | Николай Фрост        | 30 август 1880 – 9 юни 1882     |
| 3. | Майор   | Николай Стоянов      | 19 юни 1882 – 20 септември 1885 |
| 4. | Капитан | Стефан Александров   | от 20 септември 1885            |
| 5. | Капитан | Стефан Златарски     | 1886                            |